# Шиљшап
Шиљшап (мађ. Sülysáp) је насеље у централној Мађарској. Шиљшап је град у оквиру пештанске жупаније, који је настао је спајањем два мања места Тапиошапа и Тапиошиља.

## Географија

### Локација
Шиљшап се налази 25 km источно од Будимпеште, на граници брда Геделе и брда Монор-Ирша, у долини Алшо-Тапио.
Шиљшап се налази у прелепом географском окружењу, питома брда, добро пољопривредно земљиште, рибњаци, Алшо-Тапио и речица Шапи чине га занимљивим и лепим.

## Историја
Два стара села, Тапиошап и Тапиошуљ, уједињена су 1950. године. Године 1954. њихово уједињење је прекинуто, а 1970. поново је формиран Шиљшап.
Градску титулу је добио 15. јула 2013. године.

### Шиљ (Süly)
Насеље је из периода Арпада. Његово име се у документима помиње као Шул 1259. године, затим 1276. године записано као Шулу (Sulu), 1279-1280. као Шуул (Suul), 1283. године као Швл (Swl), 1312. године као Шул (Sul). Године 1259, после татарске инвазије, Краљ Бела га је дао монахињама доминиканског реда, а донацију је потврдио папа 1276. године. Године 1312. Домомкови су заједно са Осларом продали имање синовима Михаља из породице Акош за 70 марака. Године 1337. граничио је са имањем Микча бана из породице Акош.

### Шап (Sáp)
Шап је такође насеље је из периода Арпада. Његово име се први пут помиње у документу као Шап (Saap) 1279. године.
Насеље је било власништво Јаноша Шапија, а уписано је као његово власништво још 1306. године. Поред Шапа је лежало село Ослар, сада порушено насеље. Овде су рођени Адам Сиртеш (1925), глумац мађарског позоришта, и глумица Сиртеш Аги.

### Ослар (Oszlár)
Име Ослар се први пут помиње после најезде Татара, 1252. године, у листини као Озлар (Ozlar), када је краљ Бела дао 3 хектара ненасељене земље Петру (Петери) Олтуману, из породице Ђурка, и одредио њене границе. Написано је као Взлар (Vzlar) 1259. године, Озлар 1283. године, а Взлар 1312. године. Ослар је турско име једне аланске етничке групе, која се стога може сврстати у једно од племенских имена места. У време освајања, Ослари или Варшани су се вероватно придружили Мађарима са Кабарима. Године 1312. имање је припадало монахињама са Њул сигета, које су потом продале Озлар и Шиљт синовима Михаља из породице Акош. Касније се помиње само као „пустош”, вероватно је опустело у турско време.

## Становништво
Током пописа 2011. године, 86,8% становника се изјаснило као Мађари, 2,2% као Роми, 0,4% као Немци и 0,5% као Румуни (13,2% се није изјаснило). 
Верска дистрибуција је била следећа: римокатолици 51%, реформисани 5,5%, лутерани 0,8%, гркокатолици 0,3%, неденоминациони 13,9% (25,2% се није изјаснило).